# D. E. Sattler
Dietrich Eberhard Sattler (* 8. Oktober 1939 in Apolda; † 19. November 2023 in Goosholz-Treia) war ein deutscher Publizist, Übersetzer und Herausgeber der Frankfurter Hölderlin-Ausgabe.

## Leben
Dietrich Sattler wuchs als Sohn eines Landwirts in Thüringen auf. Der Buchstabe E in seinem Autorennamen steht für den von seiner Mutter gewünschten Vornamen Eberhard, der aber in der Geburtsurkunde nicht eingetragen ist. 1953 zog die Familie aus der DDR in die Bundesrepublik. Sattler besuchte in Oberurff und Kassel die Schule und studierte von 1958 bis 1964 das Fach Buchgrafik an der Werkkunstschule Kassel. Nach dem unabgeschlossenen Studium arbeitete er von 1967 bis 1973 als Werbeleiter bei einem Autohändler sowie als Marketingberater einer Molkereigenossenschaft.
Ab 1972 widmete sich Sattler der Edition der Werke des deutschen Dichters Friedrich Hölderlin (1770–1843). Hierfür entwickelte Sattler ein Verfahren, das die genaue textgenetische Wiedergabe handschriftlich überlieferter Werke erlaubt. Mit seiner Editionspraxis hat Sattler die germanistische Methodik der Herausgabe handschriftlich überlieferter Werke revolutioniert und insbesondere die konsequente Faksimilierung aller Handschriften durchgesetzt. Als Vorbereitung zur Edition der Übersetzungen Hölderlins aus dem Lateinischen und Griechischen übertrug Sattler Vergils Eklogen und den Ödipus auf Kolonos des Sophokles. Die Frankfurter Ausgabe der Werke Hölderlins (FHA) erschien von 1975 bis 2008 im Verlag Roter Stern bzw. Stroemfeld/Roter Stern. Sie stieß anfangs auf entschiedene Ablehnung der etablierten, auf die Stuttgarter Ausgabe fixierten Hölderlinforschung, gewann aber im Laufe der Zeit immer mehr Zustimmung.
Von 1978 bis zu seiner Pensionierung war Sattler als wissenschaftlicher Mitarbeiter an der Universität Bremen tätig. 1987 gründete er den Verlag Neue Bremer Presse und edierte und setzte von 1987 bis 1991 die Bremer Bibel auf der Grundlage von Martin Luthers Biblia deutsch von 1545. An der Finanzierung dieser bibliophilen, von Friedrich Meckseper mit 22 Radierungen des hebräischen Alphabets ausgestatteten Bibelausgabe in 22 Bänden beteiligte sich Jan Philipp Reemtsma.
Sattler schrieb Libretti für die Komponisten Wolfgang von Schweinitz, Walter Zimmermann und Hans Zender. Von Jugend auf Subskribent der Neuen Bach-Ausgabe, begann Sattler Ende der 1990er Jahre sein zweites großes, dem vokalen Grund im Instrumentalwerk von Johann Sebastian Bach geltendes Editionsprojekt Bach-Dechiffrierung.
Sattler war Mitglied im Deutschen PEN-Zentrum. Er wohnte mit seiner Familie bis 2003 im Viertel von Bremen und lebte bis zu seinem Tod im November 2023 in Treia an der Treene. Er war verheiratet und hatte drei Kinder.
Er wurde 84 Jahre alt.

## Ehrungen
- 1985: Ehrendoktorat der Universität Hamburg
- 1986: Hessischer Kulturpreis
- 1987: Ehrengast der Villa Massimo Rom
- 1991: Mitglied des P.E.N.
- 2009: 15. Antiquaria-Preis (gemeinsam mit KD Wolff)
- 2009: Bundesverdienstkreuz am Bande
- 2009: Friedrich-Hölderlin-Preis der Universität und der Universitätsstadt Tübingen

## Bibliographie
Bei seinen Publikationen verwendete Dietrich Sattler ausschließlich den Autorennamen D. E. Sattler.

### Herausgeber
- Friedrich Hölderlin: Sämtliche Werke. Historisch-kritische Ausgabe in 20 Bänden und 3 Supplementen. Stroemfeld/Roter Stern, Frankfurt am Main und Basel 1975–2008 (Frankfurter Hölderlin-Ausgabe).
- Friedrich Hölderlin: Sämtliche Werke, Briefe und Dokumente in zeitlicher Folge. Bremer Ausgabe, 12 Bände. Luchterhand, München 2004 (sowie Wissenschaftliche Buchgesellschaft, Darmstadt 2004).
- Die Republik. Nr. 86–88, mit Petra und Uwe Nettelbeck; (darin u. a. Ad usum Delphini (zu Marcel Reich-Ranicki) und Geist und Geld (Banker schreiben unter diesem Titel in der FAZ)); Verlag Die Republik, Salzhausen 30. September 1991.
- Die Republik. Nr. 89–91, mit Petra und Uwe Nettelbeck; (darin u. a. Apokalypse (2) zu Walter Jens Das A und das O; Neudichtung der Apokalypse des Johannes); Verlag Die Republik, Salzhausen 31. Mai 1991.
- Patmos. Einrichtung des Librettos nach dem Wortlaut der Apokalypse für die gleichnamige Azione musicale von Wolfgang von Schweinitz; 2. Münchener Biennale und Staatstheater Kassel, 1990.
- Hyperion. Einrichtung des Librettos für Walter Zimmermanns gleichnamige Briefoper mit D. E. Sattler als Schreibendem; Alte Oper Frankfurt 1989, szenische Aufführung Hessisches Staatstheater 1993.
- Einrichtung des Librettos zu Hans Zenders Don Quijote de la Mancha. Staatsoper Stuttgart 1993 (Druck des vom Komponisten redigierten Librettos ohne Nennung D. E. Sattlers).
- Friedrich Hölderlin: Kritische Textausgabe. Bände 2–6, 9–15. Luchterhand, Darmstadt 1979–1988 (die Studienausgabe wurde nach Besitzerwechsel abgebrochen).
- Bremer Bibel, auf der Grundlage von Martin Luthers Biblia deutsch, gesetzt von D. E. Sattler. 22 Bände Bütten, mit Blindprägung des hebräischen Alefbets; I Genesis, II Exodus, III Leviticus, IV Numeri, V Deuteronomium, VII Josua  Richter, VII Samuel 1.2, VIII Könige 1.2 IX Chronica 1.2  Esra  Nehemia, X Hiob  Ruth  Esther, XI Psalter (auch einzeln erhältlich), XII Sprüche  Prediger  Hoheslied, XIII Jesaja, XIV Jeremia  Klagelieder, XVI Hesekiel, XVII Zwölf Propheten, XVIII Mattheus, XIX Marcus XX Lukas  Apostelgeschichte, XXI Johannes, XXII Apokalypse.
- Jakob Böhme: Von wahrer Busze; 22 Bände; Vorzugsausgabe mit 22 Radierungen von Friedrich Meckseper; Neue Bremer Presse 1985–1991.
- Volker von Törne: Törne. Friedenserklärung. Reden und Gegenreden. nicht genehmigter Privatdruck; Irrstern 1985.
- Friedrich Hölderlin: Ausgewählte Gedichte. Luchterhand, Darmstadt 1983; geänderte Neuauflage (2): Einhundert Gedichte. Luchterhand, Darmstadt; Einhundert Gedichte. Luchterhand, München 1989; geänderte Neuauflage (3).

### Eigene Texte
- Am Euphrat. Neue Bremer Presse, Bremen 2001.
- Der Satz des Pythagoras. Neue Bremer Presse, Bremen 1999.
- Die Häschenschulung. Wilhelm Bricot. (D. E. Sattler, Die Häschenschule). Wassmann, Bremen 1985, ISBN 3-9800243-8-5.
- Thesen zur Staatenlosigkeit. Neue Bremer Presse, Bremen 1993 (kommentierte Neuauflage anlässlich der Aufnahme in den P.E.N.).
- Die Revolution der Gesinnungen und Vorstellungsarten (mit den Vortragsbezeichnungen Gustav Mahlers Symphonie Nr. 5 cis-moll). Bettina Wassmann und Irrstern, Bremen 1985.
- Hundertvierundvierzig fliegende Briefe. (144 Essays zu Hölderlin und anderen Themen; z. B. Erde (zur notwendigen Diversifikation der Energieversorgung) Grabschrift für einen Dichter (Volker von Törne), Thesen zur Staatenlosigkeit; der irreführende Zusatz Friedrich Hölderlin / . . . wurde vom Verlag gefordert). Luchterhand, Darmstadt 1981.
- N's Literarischer Taschenkalender 1979. Kassel 1979.
- Thesen zur Staatenlosigkeit. Natan's Privatedition 1, Kassel 1976.